# المدارة (مناخة)

تعديل مصدري - تعديل

المدارة هي إحدى قرى عزلة بني حسن وحسين بمديرية مناخة التابعة لمحافظة صنعاء، بلغ تعداد سكانها 151 نسمة حسب تعداد اليمن لعام 2004.